# Matina
Matina es el primer distrito y ciudad cabecera del cantón de Matina, en la provincia de Limón, de Costa Rica.

## Toponimia
El nombre del distrito y del cantón, es una palabra indígena, cuyo origen se remonta a la referencia que se hizo en 1564 del río Matine, en el pueblo de Buca o Bucará, uno de los diez que conforman la provincia de Pococí; en otros documentos aparece como Matina.

## Historia
El distrito de Matina como división administrativa actual, fue creado el 24 de junio de 1969 por medio de la Ley 4344.

## Ubicación
Se ubica a una distancia de 35 km al oeste de la ciudad de Limón, en una llanura aluvial a orillas del río Matina.

## Geografía
Matina cuenta con un área de 351,45 km² y una altitud media de 11 m s. n. m.

## Demografía
Para el año 2022, Matina cuenta con una población estimada de 11 117 habitantes, y para el último censo efectuado, en 2011, Matina contaba con una población de 9142 habitantes.

## Localidades
- Barrios: Goli, Luisa Oeste, Milla 23.
- Poblados: Baltimore, Barra de Matina Norte, Bristol, Colonia Puriscaleña, Corina, Chirripó, Chumico, Esperanza, Helvetia, Hilda, Línea B, Milla 4, Palmeras, Pozo Azul, Punta de Lanza, San Miguel, Victoria, Xirinachs.

## Transporte

### Carreteras
Al distrito lo atraviesan las siguientes rutas nacionales de carretera:
- Ruta nacional 32
- Ruta nacional 805
- Ruta nacional 813